# T. Rex
T. Rex war eine populäre britische Rockband, die 1967 unter dem Namen Tyrannosaurus Rex von Marc Bolan (Gesang, Gitarre) und Steve Peregrin Took (Perkussion, Begleitgesang) in London gegründet wurde und hauptsächlich Psychedelic Folk spielte. 1970 benannte sich die Band in T. Rex um und gehörte in den Folgejahren zu den bekanntesten Vertretern des Glam Rock.

## Bandgeschichte

### Gründung
Nachdem der am 30. September 1947 in Hackney, Ost-London, geborene Marc Bolan (bürgerlich Mark Feld) seine nur einige Monate andauernde Mitgliedschaft bei der Underground-Combo John’s Children im Sommer 1967 aufgegeben hatte, machte er sich per Zeitungsannonce auf die Suche nach anderen Musikern, um seine eigene Band zu gründen. Außer dem Schlagzeuger Stephen Ross Porter meldeten sich ein Gitarrist, ein Bassist und noch ein weiterer Musiker, von denen heute allerdings kaum etwas bekannt ist. Auf Bolans Wunsch nahm Porter (geboren am 28. Juli 1949 in Eltham, Süd-London), in Anlehnung an den Namen eines „Hobbits“ aus Der Herr der Ringe, den Künstlernamen Steve Peregrin Took an.
Auch als Gruppennamen wählte Bolan den Namen eines Wesens, das gut zu seinem Faible für die Mythologie passte: die wissenschaftliche Bezeichnung des nach damaligem Wissensstand größten landbewohnenden Raubtiers, das jemals auf der Erde gelebt hat.

### Tyrannosaurus Rex
In dieser eilig zusammengestellten Besetzung, und nach nur wenigen Bandproben, gaben die fünf Musiker am 22. Juli 1967 im Electric Garden (wenig später umbenannt in Middle Earth) in London ein von Bolan schon vor der Bandgründung gebuchtes Konzert, das einem Desaster gleichkam, weil sie vom Publikum, wohl wegen der kaum geprobten und deshalb dürftigen Darbietungen ihrer Lieder, allenfalls Buh-Rufe ernteten. In direktem Anschluss an diesen Auftritt entließ Bolan drei seiner Mitmusiker wieder. Nur von Tooks musikalischem Beitrag schien er überzeugt genug, um mit ihm zusammen auch weiterhin zu arbeiten.
Den zweiten Rückschlag erfuhr die nun zum Duo geschrumpfte Gruppe, als die Plattenfirma, bei der John’s Children unter Vertrag war, Anspruch auf Bolans Elektrogitarre samt dem Verstärker erhob und er die Instrumente zurückgeben musste. Um über die Runden zu kommen und wenigstens den Bedarf des täglichen Lebens decken zu können, verkaufte Took zudem noch sein Schlagzeug-Set. Mit nunmehr einer akustischen Gitarre und einem Paar Bongos ausgestattet, gaben die beiden am 23. September 1967 im Middle Earth ihr Debüt als Duo und tingelten fortan zunächst noch weitgehend unbeachtet durch kleine Clubs. Auf der Bühne saßen die beiden Musiker dabei im Schneidersitz auf einem Teppich.
Während dieser Zeit wurde der britische Radio-DJ John Peel auf die beiden aufmerksam und bot ihnen an, ihre Musik in seinen Sendungen bei Radio 1 einem größeren Publikum vorzustellen. Peels Begeisterung für die Gruppe führte schließlich zu mehreren solcher Gastspiele, und der Name Tyrannosaurus Rex wurde allmählich überregional bekannt.
Ende 1967 wurden sie von dem aus Brooklyn, New York stammenden Produzenten Tony Visconti im Kellerclub UFO in der Londoner Oxford Street entdeckt, der im Rahmen seiner Tätigkeit bei Essex Music beauftragt worden war, eine neue Gruppe für den Musikverlag zu engagieren. Wenige Tage danach nahm Regal Zonophone, ein Musiklabel von Essex Music, Tyrannosaurus Rex unter Vertrag. Tony Visconti begleitete sie bis zum Album Zinc Alloy (1974) und war maßgeblich an der Entwicklung ihres Gruppensounds beteiligt.
Bald darauf erschien die Single Debora, die im Mai 1968 bis auf Platz 34 der offiziellen UK Hitparade kam. Das erste Album der Formation mit dem phantasievollen Titel My People Were Fair and Had Sky in Their Hair... But Now They're Content to Wear Stars on Their Brows, welcher den beiden letzten Gesangszeilen der LP im Liedtext zu Frowning Atahuallpa (My Inca Love) entnommen ist, erreichte im Juli Platz 15 in den LP-Charts. Der als Suite aufgebaute Song enthält auch ein von John Peel vorgelesenes Märchen. Die zweite Single One Inch Rock kam auf Platz 28. Schon drei Monate später folgte das zweite Album Prophets, Seers and Sages – The Angels of the Ages, das eine alternative Version der ersten Single samt ihrer Rückwärts-Wiedergabe mit dem Titel Deboraarobed beinhaltet.
Die einzelnen Musikstücke sind oft nur knapp 2 Minuten lang, oder nur wenig darüber. Stilistisch ist eine gewisse Nähe zum damals sehr populären Psychedelic Rock zu hören. Ihre Musik war aber von Anfang an so eigenartig, dass sie kaum einem bestimmten Genre fest zugeordnet werden konnte. Der markante Gesangsstil Bolans, in dem er nahezu jede Textzeile in einem Vibrato ausklingen lässt, sowie stimmliche Improvisationen beider Musiker, verleihen ihren Darbietungen fast mystischen Charakter. Dieser Eindruck wird durch Bolans mit nur wenigen Ausnahmen selbstverfasste, surrealistische Texte noch verstärkt, die er in schwer verständlichem Akzent vorträgt. Er singt von Elfen, Zauberern und Drachen, von Autos und fremdartigen Orchestern, goldenen Katzen, riesigen Seevögeln und anderen obskuren Figuren, die einem Paralleluniversum zu J. R. R. Tolkiens Herr der Ringe entsprungen sein mögen.

Label des Albums Unicorn, 1969

Das dritte Album mit dem Titel Unicorn, auf dem wieder ein von John Peel gelesenes Märchen enthalten ist, und Produzent Visconti den Song Cat Black auf einem Piano begleitet, wurde der bis dahin größte Verkaufserfolg für Tyrannosaurus Rex und kam bis auf Platz 12 in den britischen Album-Charts. Für die Produktion standen, dank der Einnahmen aus den bisherigen Veröffentlichungen, technisch hochwertigere Aufnahmegeräte als noch bei den Vorgängeralben zur Verfügung. Auch die verwendeten Instrumente sind abwechslungsreicher als bisher. Auf einigen Liedern kommen Harmonium, Mundorgel, Strohgeige, Afrikanische Sprechtrommeln, Bass-Gitarre, Piano, Pixiephone, Schlagzeug-Elemente oder Gong zum Einsatz.
Kurz darauf begannen die Aufnahmesessions für eine neue Single. Auf King of the Rumbling Spires spielt Bolan erstmals auf einer Tyrannosaurus-Rex-Platte Elektrogitarre. Während der Aufnahmen entstanden noch eine Reihe anderer Songs, die aber erst viel später auf diversen Zusammenstellungen veröffentlicht wurden.
Im Spätsommer 1969 unternahm die Gruppe ihre erste US-Tour, um sich auch auf dem dortigen Musikmarkt einen Namen zu machen. Aber das Publikum zeigte wenig Interesse an der Musik der beiden, und so wurde die Tournee schließlich zum Flop. Zudem entwickelten sich erhebliche Differenzen zwischen Bolan und Took, wohl auch über die musikalische Zukunft der Band und deren Image. Während Bolan künstlerische Berühmtheit anstrebte und schon seit seiner Jugend davon überzeugt war, einst ein Superstar zu sein, wollte Took sich mit solchen Visionen nicht anfreunden. Zurück in England trennten sich die beiden Musiker, angeblich wegen Tooks anhaltender Drogenprobleme und weil er sich politisch zunehmend links orientierte. Andere Quellen nennen auch Tooks Ambitionen, seine selbstgeschriebenen Lieder mit ins Bandrepertoire aufzunehmen – womit Bolan aber nicht einverstanden war – als möglichen und entscheidenden Trennungsgrund.

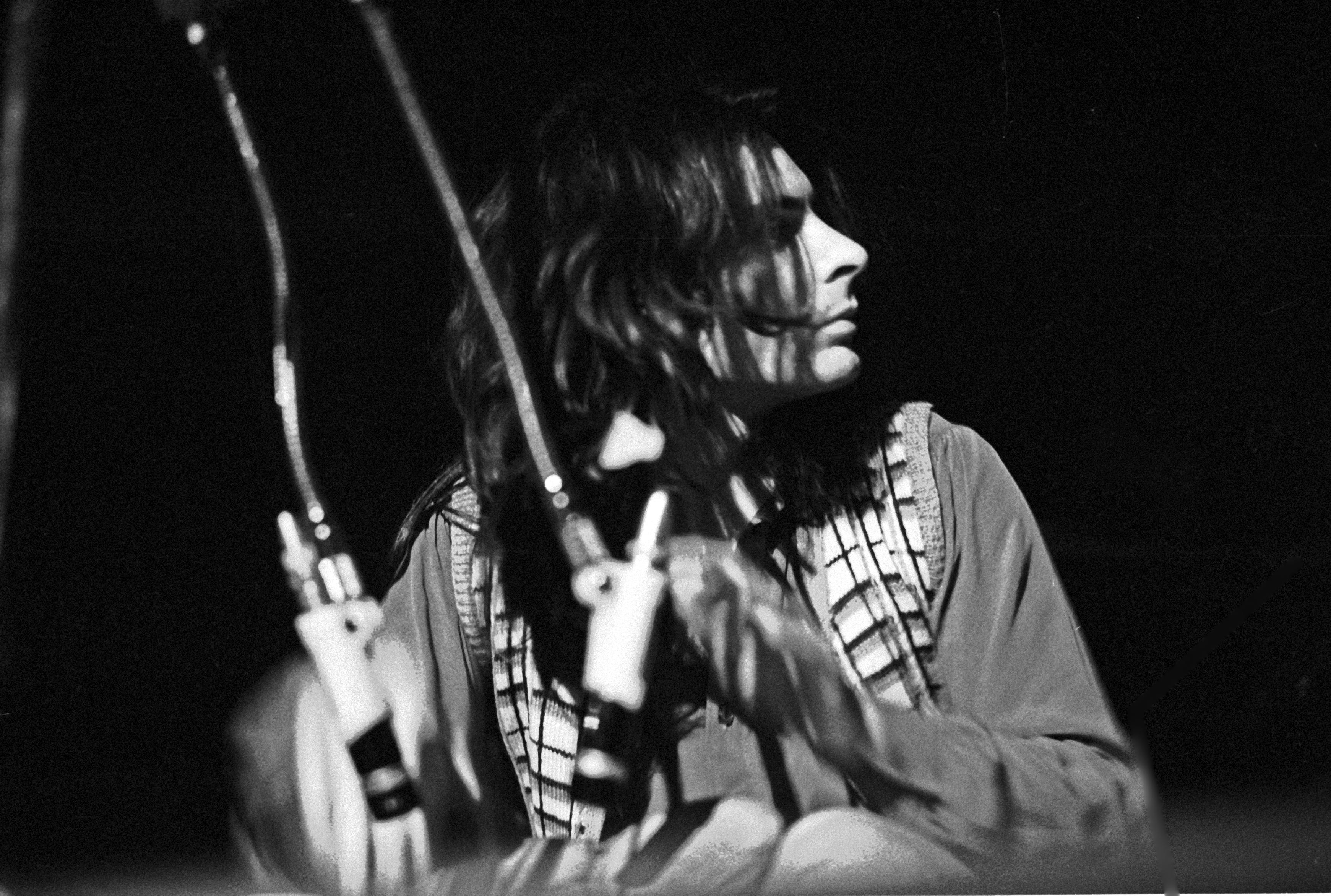
Mickey Finn

Bolan machte sich sofort auf die Suche nach einem neuen Partner, und im makrobiotischen Restaurant Seeds machte ihn ein gemeinsamer Freund mit dem 1947 in England geborenen Mickey Finn bekannt, der dort gerade mit einer Auftragsarbeit in Form eines psychedelischen Wandgemäldes beschäftigt war. Er hatte auch Erfahrung als Musiker und unter anderem in einer Band namens Hapshash and the Coloured Coat Congas gespielt. Bei einem gemeinsamen Essen einigten sich die beiden auf die Zusammenarbeit, und Finn wurde im Oktober 1969 das neue Bandmitglied. Nach Bolans Aussage war Finn weder ein so guter Perkussionist wie Took, noch konnte er besonders gut singen, aber er sah gut aus und passte auch sonst gut zu Bolans Vorstellung vom zukünftigen Werdegang der Gruppe.
Im November waren die beiden neuen Partner erstmals in John Peels Radiosendung Top Gear (auf BBC Radio 1) zu hören und gingen anschließend auf eine kleine Tour durch Großbritannien. Am Neujahrstag 1970 spielten sie im Paris Theatre in London, wiederum im Rahmen einer John-Peel-Sendung, die landesweit von der BBC ausgestrahlt wurde.
Mickey Finn ist zuerst auf dem im März 1970 erschienenen, vierten Album A Beard of Stars als Perkussionist zu hören. Zu einigen Titeln existierten allerdings schon Studioaufnahmen mit Steve Took, und so mussten Bolan und Visconti dessen Parts wieder herausnehmen. Da die Neuaufnahmen überwiegend Bolan selbst übernahm, und er beispielsweise auch die Bass-Gitarre spielt, ist das Album im Ergebnis – von Tony Visconti einmal abgesehen – fast eine Solo-Platte. Bei welchen Liedern Mickey Finn tatsächlich mitwirkte, lässt sich nicht mit Gewissheit sagen.
Die Songs sind im Wesentlichen akustisch, aber Bolan spielt, wie schon auf der letzten Single, nun auch Elektrogitarre – beim rockigen Elemental Child sogar ausschließlich. Dadurch unterscheidet sich das Album erheblich von seinen Vorgängern und lässt bereits erahnen, welchen musikalischen Weg Bolan und seine Band einschlagen sollten. Das sanfte By the Light of a Magical Moon wurde kurz zuvor als Single ausgekoppelt. Kommerziell war A Beard of Stars nicht so erfolgreich wie Unicorn, und viele frühere Fans wandten sich zu dieser Zeit von der Gruppe ab.
Da der erhoffte durchschlagende Erfolg bisher ausblieb, begann Bolan an seiner Musikerkarriere zu zweifeln, und er spielte mit dem Gedanken, sich künftig mehr auf das Schreiben von Gedichten zu konzentrieren. Seine Frau, und seit einiger Zeit auch Managerin, June Child, die er 1967 bei seiner damaligen Management-Firma Blackhill Enterprises kennengelernt hatte und im Januar 1970 heiratete, ermunterte ihn zu dieser Zeit jedoch immer wieder, weiterzumachen und neue Songs zu schreiben. So entstand eines Nachts ein einfaches, Kinderreim-ähnliches Lied mit einer eingängigen Melodie, das er Ride a White Swan nannte.
Im Sommer 1970 arbeiteten Bolan, Finn und Visconti an Aufnahmen für das nächste Album. Die Parts für die Bassgitarre und den Hintergrundgesang übernahmen diesmal alle drei. Für einige Lieder schrieb Visconti Streicher-Arrangements. Während der Aufnahmen zu Seagull Woman kamen Mark Volman und Howard Kaylan, die gerade mit den Mothers of Invention auf Europa-Tournee waren, zu Besuch ins Studio. Bolan hatte die beiden ehemaligen Mitglieder der Turtles auf seiner ersten US-Tour kennengelernt, und er bat sie, Backing Vocals für das Lied zu singen. Das war der Auftakt für eine jahrelange Zusammenarbeit, und auf künftigen Alben steuerten Volman und Kaylan, die auch als Flo & Eddie bekannt wurden, den gruppentypischen Hintergrundgesang bei.
Tony Visconti hatte sich seit langem angewöhnt, auf Produktionspapieren den langen Bandnamen der Einfachheit halber in „T. Rex“ abzukürzen, was Bolan bislang ärgerte. Er suchte aber nach Veränderungen, was auf den letzten Platten schon musikalisch durch die Verwendung der Elektrogitarre und in einfacheren Liedtexten zum Ausdruck kam. Wie Bolan selbst einmal sagte, war er es leid, mit gekreuzten Beinen auf der Bühne zu sitzen, und er wollte sein Image als Minnesänger der Hippie-Kultur loswerden, wofür nun Viscontis eigenwillige Schreibweise hervorragend geeignet zu sein schien. Diese kleine aber signifikante Änderung im September 1970 sollte schließlich für den entscheidenden Wendepunkt in Bolans Karriere stehen.

### T. Rex

#### 1970–1973 – Die großen Hits
Die im Oktober 1970 nun als T. Rex veröffentlichte Single Ride a White Swan wurde von Radiosendern zunächst nur wenig gespielt. Aber die Plattenläden verzeichneten eine beständig steigende Nachfrage, und so kletterte der mit einem markanten Gitarrenriff gespielte und mit Streichern untermalte Song langsam in die britische Single-Hitparade und erreichte nach 13 Wochen im Januar 1971 schließlich seine Höchstnotierung auf Platz 2.
Das erste Album der Gruppe, das schlicht T. Rex betitelt ist, erschien im Dezember 1970 und erreichte Platz 7 der Album-Charts. In Deutschland heißt die LP Ride a White Swan, und enthält, anders als in Großbritannien, anstelle von The Time of Love Is Now die aktuelle Hit-Single, die auch hierzulande in die Hitparaden kam.
In vielerlei Hinsicht dem Vorgänger A Beard of Stars ähnlicher als künftigen Veröffentlichungen, ist das Album stilistisch gesehen eher die fünfte und letzte Tyrannosaurus-Rex-LP, denn die erste, wegen der Namenskürzung vermeintliche T.-Rex-Platte. So sind z. B. Neuaufnahmen von One Inch Rock und der frühen Marc-Bolan-Single The Wizard enthalten. Neben der Hymne The Children of Rarn aus einem geplanten Konzeptalbum, das nie zur Vollendung kam, wird das auch im Liedtext zu Suneye deutlich: „Tree wizard puretongue, the digger of holes, the swan king, the Elf lord, the eater of souls, Lithon the black, the rider of stars, Tyrannosaurus Rex, the eater of cars“.
Um die neuen Songs live vorstellen zu können, wurde Ende 1970 der Bassist Steve Currie (* 19. Mai 1947 in Grimsby, North East Lincolnshire, England) engagiert. Für die Aufnahmen der nächsten Single Anfang 1971 komplettierte Bolan die Band zum Quartett mit dem Schlagzeuger William Fifield (geb. am 8. Mai 1944 in Barking, Essex), der sich auf Bolans Vorschlag hin, und in Anlehnung an den Namen seiner vorigen Band Legend, fortan Bill Legend nannte. Im Februar 1971 veröffentlicht, belegte Hot Love sechs Wochen lang die Spitzenposition der britischen Single-Hitparade und stand in Deutschland sieben Wochen lang auf Platz 3.
Für einen Auftritt in Top of the Pops im März 1971 klebte Chelita Secunda, Frau von Tony Secunda (Manager der Gruppe The Move) und kurzzeitige Betreuerin von T. Rex, Bolan einige glitzernde Sternchen unter die Augen. Dieser Auftritt steht nach weit verbreiteter Ansicht für die Geburtsstunde des Glam Rock, der in Form einer Jugendbewegung sowie künstlerisch und kommerziell in den nächsten Jahren die populäre Rock- und Popmusik in Europa dominierte. Ähnlich der „Beatlemania“ in den 1960er Jahren, sprach man in Großbritannien aufgrund des großen Medienrummels, den Bolan und seine Band auslösten, von „T.Rextasy“. Spätestens ab diesem Zeitpunkt drehte sich dort die gesamte Medienaufmerksamkeit allein um Bolan, während in Deutschland von „Marc & Mickey“ berichtet wurde. Bolans Image wurde in seinem Heimatland vergleichbar mit den damaligen Teenager-Stars David Cassidy und Michael Jackson verkaufsträchtig vermarktet.
Auch die Nachfolgesingle Get It On erreichte Platz 1 und wurde, etwas später in den USA in Bang a Gong (Get It On) umbenannt, um Verwechslungen mit einem anderen gleichnamigen Song der Gruppe Chase zu vermeiden, zum Top-Ten-Hit.
Das erste in der Besetzung einer klassischen Rockband mit Elektrogitarre, Bass und Schlagzeug eingespielte und im September 1971 veröffentlichte Album Electric Warrior enthielt mit (Jeepster) einen weiteren Top-Hit. Neben Mickey Finns Conga-Spiel, das vor allem bei Jeepster und Mambo Sun prominent zu hören ist, und Tony Viscontis Streicher-Arrangements, wie z. B. bei Cosmic Dancer, wurden einige Songs zudem mit Saxophon (Rip Off), Piano (Get It On) oder Flügelhorn (Girl) angereichert. Den Hintergrundgesang steuerten Howard Kaylan und Mark Volman bei, wie auf Planet Queen oder Monolith. Das Album gilt bis heute als der Klassiker der Gruppe und war auch ihr größter kommerzieller Erfolg.
Im November 1971 brachte Fly Records gegen Bolans Willen die Single Jeepster auf den Markt. Bolan wechselte zur britischen EMI, die ihm das eigene Label „T. Rex Wax Co.“ zur Verfügung stellte, und er erhielt zudem die weitgehende Kontrolle über künftige Veröffentlichungen. Fly sicherte sich jedoch die Vertriebsrechte des gesamten bisherigen Katalogs und veröffentlichte infolge zahlreiche Kompilationen sowie Neuauflagen früherer Alben und Singles, darunter die Nummer-1-Alben Bolan Boogie und die beiden ersten Tyrannosaurus-Rex-LPs im Doppelpack sowie die EP (in Deutschland Single) Debora / One Inch Rock, die im April 1972 bis auf Platz 7 in Großbritannien kam.
Die beiden nächsten Top-Singles Telegram Sam und Metal Guru – letztere auch in Deutschland Platz 1 – sind auch auf dem im Juli 1972 erschienenen Album The Slider enthalten. Obwohl die LP viele Balladen oder langsame Rock-Titel enthält, wie den Titel-Song oder Spaceball Ricochet, wirkt sie durch das produktionstechnisch in den Vordergrund gerückte Schlagzeug insgesamt härter als das vorige Album und wie aus einem Guss. In den USA war The Slider das erfolgreichste Album der Gruppe, aber den erhofften Durchbruch brachten auch zwei mäßig erfolgreiche Nordamerika-Tourneen während des Jahres 1972 dort nicht.
Auf dem Höhepunkt des Erfolgs, als T. Rex bisweilen schon als die Nachfolger der Beatles angesehen wurden, drehte Ringo Starr den Film Born to Boogie über die Gruppe, der unter anderem aus Mitschnitten eines Konzerts vom 18. März 1972 im Empire Pool in Wembley sowie einiger Jam-Sessions besteht, an denen neben Starr und T. Rex auch Elton John am Piano mitwirkte. Er hatte die Gruppe zuvor schon einmal bei einem Auftritt zu Get It On in der Weihnachtssendung von Top of the Pops im Dezember 1971 am Piano begleitet. Ein Song aus diesen Sessions, Children of the Revolution, wurde neu aufgenommen und im September 1972 als Single veröffentlicht. Sie erreichte, wie auch die nächste Single Solid Gold Easy Action, Platz 2 in der britischen Hitparade.
Im Frühjahr 1973 erschien 20th Century Boy, der 1991 in einer Jeans-Werbung verwendet wurde und in Europa noch einmal in die Hitparaden kam. Außerdem waren Placebo mit einer Coverversion des Lieds 1998 im Film Velvet Goldmine dabei. Tanx, ebenfalls im März 1973 veröffentlicht, ist das letzte in der Besetzung Bolan, Finn, Currie, Legend aufgenommene Album. Noch einmal kreierten die Gruppe und Produzent Visconti eine Platte mit dem typischen, kompakten und metallischen T.-Rex-Sound.

#### Nachlassender Erfolg und Neubeginn
Ab Mitte 1973 ließ der große Erfolg allmählich nach. Der letzte Top-10-Single-Hit für T. Rex war The Groover im Sommer 1973. Für eine US-Tour stellte Bolan mit Jack Green einen Rhythmusgitarristen ein, um live einen volleren Gruppensound bieten zu können, und engagierte zudem noch zwei Backgroundsängerinnen, Sister Pat Hall und Gloria Jones, die erstmals auf der Ende 1973 erschienenen Single Truck On (Tyke) zu hören sind.
Nach einer erfolgreichen Fernost-Tournee Ende 1973 verließ Bill Legend angeblich aus familiären Gründen die Gruppe und wurde durch Davy Lutton ersetzt. Der Erfolg der letzten Jahre verkehrte sich von nun an in eine tragische, von Drogenexzessen, Alkohol, Dekadenz und Selbstzweifeln durchwobene Geschichte eines fallenden Rockstars. Das in letzter Zeit bis zur Peinlichkeit übertriebene Bühnengehabe Bolans, durch das er seine Bandkollegen zu Hintergrundstatisten degradierte, führte zunehmend zu schlechten Kritiken, und die Fans verloren das Interesse an der Musik des Künstlers. Als er sich auch bei der Produktion für das nächste Album in den Vordergrund drängen und auf Tony Viscontis Vorschläge nicht länger eingehen wollte, verließ dieser schließlich das Team.
Die Anfang 1974 erschienene LP mit dem Sub-Titel A Creamed Cage in August (etwa „Ein Käfig mit Sahne im August“) wurde nur noch zum Teil von Visconti produziert. Ursprünglich wollte Bolan das Album unter dem Pseudonym Zinc Alloy & the Hidden Riders of Tomorrow veröffentlichen, was auch ein Hinweis darauf ist, dass Bolan das Projekt T. Rex nicht weiter verfolgen wollte, und er stattdessen eine Solokarriere anstrebte. Aber seine Plattenfirma riet ihm davon ab, und so erschien das Album schließlich als Marc Bolan & T. Rex mit dem vollen Titel Zinc Alloy & the Hidden Riders of Tomorrow – A Creamed Cage in August. Ob der gewählte Name Ausdruck einer Eifersucht war auf Ziggy Stardust & the Spiders from Mars, das 1972 erschienene Meisterwerk von David Bowie, der wie T. Rex ebenfalls ein Vertreter des Glam Rock der 1970er Jahre war, bleibt offen.
Im Dezember 1974 wurde Mickey Finn von Bolan aufgrund seiner Unzuverlässigkeit, welche aus einem starken Drogenkonsum resultierte, gefeuert. Die folgende LP Bolan's Zip Gun (bis auf zwei Titel bereits 1974 eingespielt und somit noch unter Mitwirkung Finns), war zunächst als Marc Bolans Soloplatte geplant, erschien aber letztlich doch unter dem Bandnamen T. Rex. Für die Aufnahmen hatte Bolan die Gruppe um den Keyboarder Peter „Dino“ Dines erweitert. Dafür verzichtete er bereits nach einem Album wieder auf Jack Green und Sister Pat Hall. Gloria Jones sorgte für den Backgroundgesang und spielte Piano. Das Album, entstanden auf dem sogenannten kreativen Tiefpunkt in Bolans Karriere, wurde von Musikkritikern buchstäblich zerrissen, noch niederschmetternder als das Vorgängeralbum, das immerhin noch den Top-20-Hit Teenage Dream enthält. Erst Jahre später erntete die LP Lob von Kritikern, auch wenn man Bolans Unerfahrenheit als Produzent deutlich heraushören kann. In den USA wurden die beiden Alben Zinc Alloy und Bolan's Zip Gun gar nicht erst veröffentlicht. Stattdessen erschien dort eine Kompilation aus beiden Alben mit dem Titel Light of Love auf Casablanca Records, welches später mit der Gruppe Kiss große Erfolge feierte. Für europäische Fans war die US-Veröffentlichung aus dem Jahr 1974 zunächst interessant, da sie Stücke enthielt, die in Europa erst ein halbes Jahr später auf Zip Gun veröffentlicht wurden. Dafür floppte die LP auch in England und schaffte es nicht einmal in die Top 50.
Bolan lebte aus steuerrechtlichen Gründen im Ausland, bis er Ende 1975 nach England zurückkehrte und die Band reformierte. Als einziges ehemaliges Mitglied war Steve Currie weiter mit an Bord. Auf der im Januar 1976 veröffentlichten LP Futuristic Dragon (Platz 50 in England), die bereits im April 1975 fertigproduziert worden war und aus verkaufstechnischen Gründen erst im Januar 1976 auf den Markt kam, waren außerdem Davy Lutton, Dino Dines, Gloria Jones und Tyrone Scott sowie der zusätzliche Schlagzeuger Paul Fenton (der heute die Tribute-Band „T-Rex – A Celebration of Marc and Mickey“ anführt) beteiligt. Bolan hatte auch hier die Produktion übernommen. Das Cover und der Albumtitel können als Rückbesinnung auf die Tyrannosaurus-Rex-Zeit gesehen werden, der Gruppensound und die Instrumentierung der einzelnen Titel sind aber weit davon entfernt. Man hört dem Album seine amerikanischen Wurzeln an, denn sowohl das Gros der Aufnahmen als auch die Abmischung erfolgten in Hollywood. New York City, im Sommer 1975 schon als Single veröffentlicht, erreichte Platz 15 in der britischen Hitparade, während die Nachfolgesingle Dreamy Lady (als „T. Rex Disco Party“) in England auf Platz 30 landete. In Deutschland tauschte man interessanterweise die Titel. Hier galt Do You Wanna Dance, eine der wenigen Coverversionen in Bolans Repertoire, als A-Seite, während Dreamy Lady nur die Rückseite zierte. Die Single floppte in Deutschland jedoch.

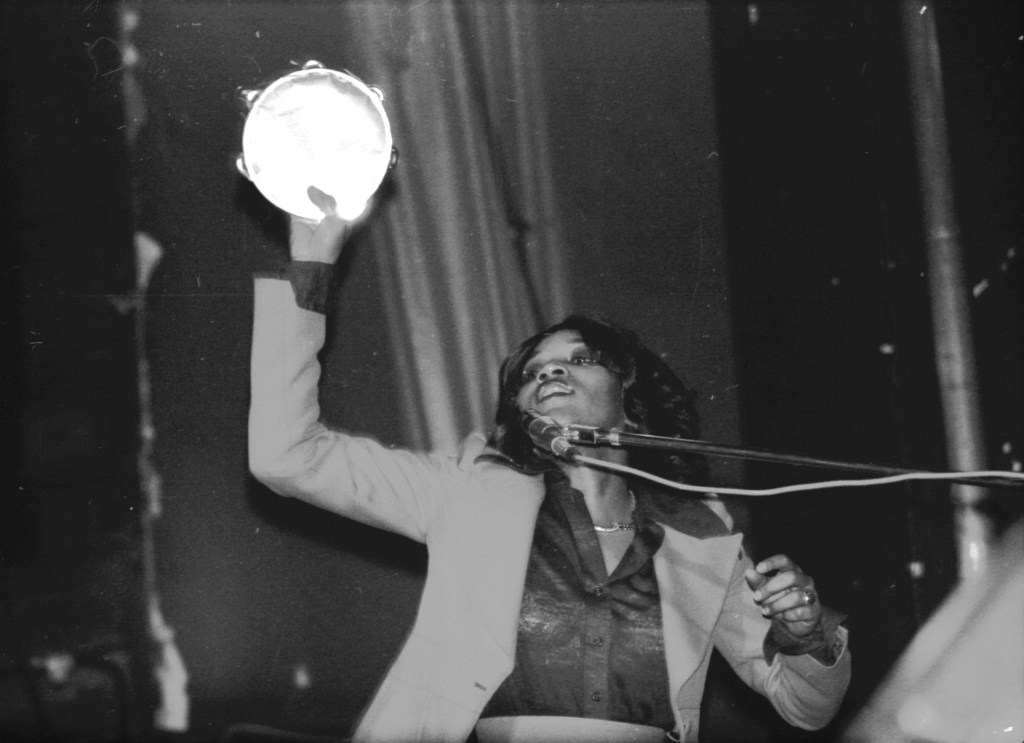
Gloria Jones, bei einem Auftritt mit T. Rex 1976 in Glasgow

Während der Aufnahmen von Mai 1976 bis Januar 1977 zum letzten offiziellen Album Dandy in the Underworld (UK Platz 26), welches im März 1977 erschien und die Single I Love to Boogie (Deutschland Platz 50, England Platz 13) enthält, wurde das letzte verbliebene Urmitglied der Band, Bassist Steve Currie, entlassen. Während Bolans Problemphase 1975 hatte er die Band zusammengehalten und die Proben durchgeführt. Dafür sagte ihm Bolan die Mithilfe an einem Soloalbum zu. Dazu sollte es jedoch nicht mehr kommen. Sein Part wurde von Herbie Flowers übernommen, und Tony Newman (früher bei Pinkerton’s Colours) ersetzte bei einigen Songs Schlagzeuger Davy Lutton. Flowers und Newman hatten früher als Sessionmusiker für David Bowie gearbeitet. Auf dem autobiografischen Titelsong steuert Musikerkollege Steve Harley den Hintergrundgesang bei.

#### Das Ende und der Neubeginn von T. Rex

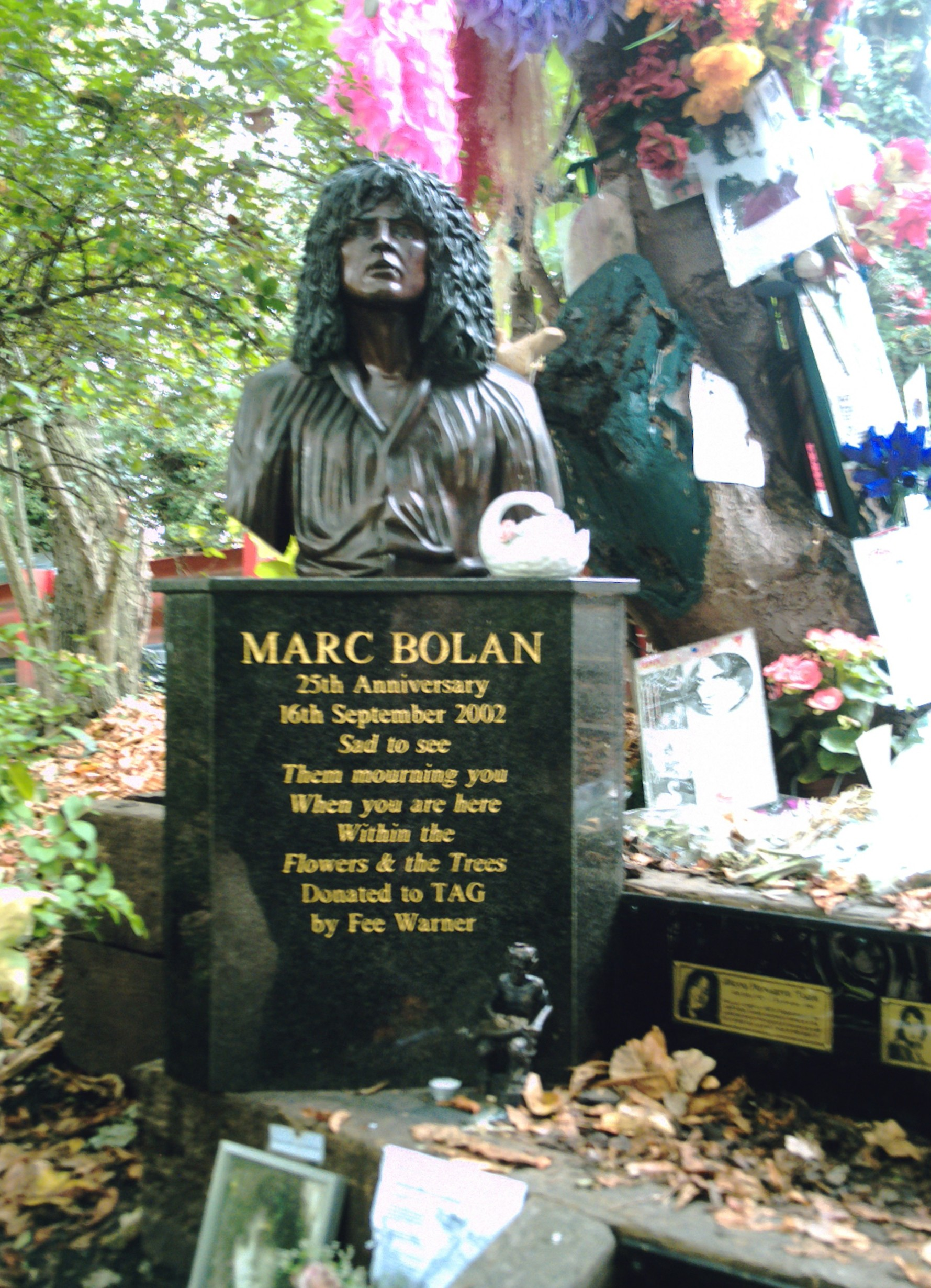
Gedenkstein von Marc Bolan an der Unfallstelle in der Straße Queen’s Ride in Barnes

Marc Bolan kam bei einem Autounfall am 16. September 1977 auf der Straße Queen's Ride in Barnes einem Vorort Londons, nur wenige Tage vor seinem 30. Geburtstag ums Leben. Fahrerin des Austin Mini war seine damalige Freundin, die Sängerin Gloria Jones, die schwerverletzt überlebte.
Von Beginn an war Bolan Initiator, Ideengeber, Songschreiber, Sänger und unbestrittener Frontmann der Gruppe gewesen. Somit war sein Tod gleichbedeutend mit dem Ende des Projekts und der Musikgruppe T. Rex.

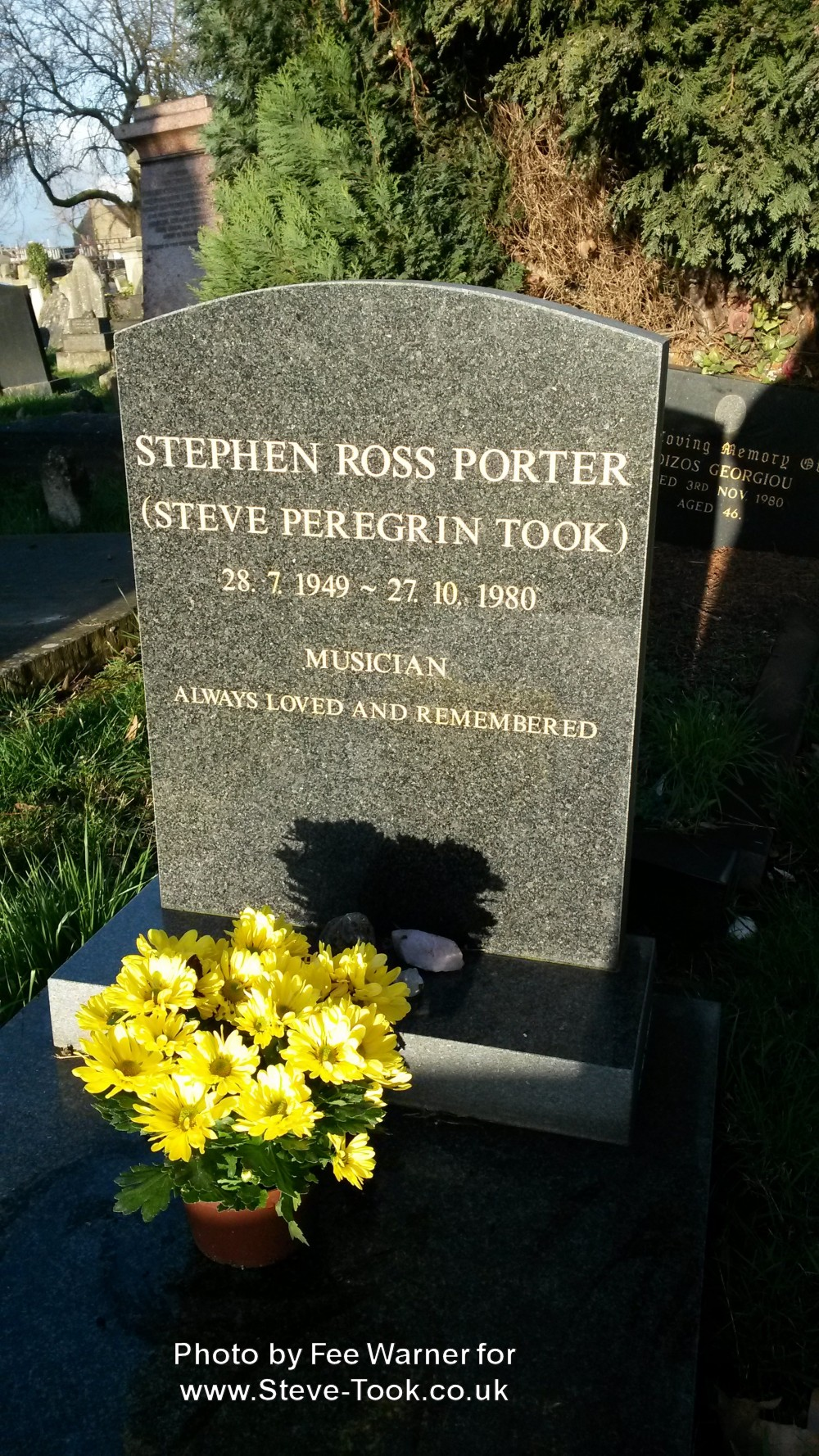
Steve „Peregrin“ Tooks Grab, Februar 2014

Der Mitbegründer von Tyrannosaurus Rex, Steve „Peregrin“ Took, starb am 27. Oktober 1980 im Alter von 31 Jahren, als er sich an einer Cocktailkirsche verschluckte.
Steve Currie verunglückte am 28. April 1981 bei einem Autounfall in Portugal tödlich.
Mickey Finn belebte T. Rex Mitte der 90er Jahre wieder und tourte mit „Mickey Finns T. Rex“ bis zu seinem Tode. Gitarrist war damals Alan Silson (Ex-Smokie) und an den Drums Paul Fenton, der mit Bolan persönlich arbeitete. Rob Benton war ein Sänger, der Bolan stimmlich und optisch sehr nahekam. Mickey Finn starb am 11. Januar 2003 im Mayday Hospital in Croydon im Alter von 55 Jahren an den Folgen jahrelangen Drogenmissbrauchs.
Peter „Dino“ Dines starb am 28. Januar 2004 an einem Herzinfarkt.
T. Rex mit Paul Fenton touren nach wie vor, an der Gitarre ist seit Silsons Ausstieg Graham Oliver (Ex-Saxon).

## Diskografie
Studioalben

| Jahr | Titel                                                                                             | Höchstplatzierung, Gesamtwochen/‑monate, AuszeichnungChartplatzierungen (Jahr, Titel, Platzierungen, Wochen/Monate, Auszeichnungen, Anmerkungen) | Höchstplatzierung, Gesamtwochen/‑monate, AuszeichnungChartplatzierungen (Jahr, Titel, Platzierungen, Wochen/Monate, Auszeichnungen, Anmerkungen) | Höchstplatzierung, Gesamtwochen/‑monate, AuszeichnungChartplatzierungen (Jahr, Titel, Platzierungen, Wochen/Monate, Auszeichnungen, Anmerkungen) | Höchstplatzierung, Gesamtwochen/‑monate, AuszeichnungChartplatzierungen (Jahr, Titel, Platzierungen, Wochen/Monate, Auszeichnungen, Anmerkungen) | Höchstplatzierung, Gesamtwochen/‑monate, AuszeichnungChartplatzierungen (Jahr, Titel, Platzierungen, Wochen/Monate, Auszeichnungen, Anmerkungen) | Anmerkungen                                                              |
| Jahr | Titel                                                                                             | DE | AT | CH | UK | US | Anmerkungen                                                              |
| ---- | ------------------------------------------------------------------------------------------------- | --- | --- | --- | --- | --- | ------------------------------------------------------------------------ |
| 1968 | My People Were Fair and Had Skyin Their Hair but Now They’re Content to Wear Stars on Their Brows | — | — | — | UK15 (9 Wo.)UK | — | Erstveröffentlichung: 5. Juli 1968 als Tyrannosaurus Rex                 |
| 1969 | Unicorn                                                                                           | — | — | — | UK10 (3 Wo.)UK | — | Erstveröffentlichung: 16. Mai 1969 als Tyrannosaurus Rex                 |
| 1970 | A Beard of Stars                                                                                  | — | — | — | UK21 (6 Wo.)UK | — | Erstveröffentlichung: 13. März 1970 als Tyrannosaurus Rex                |
| 1970 | T. Rex                                                                                            | — | — | — | UK7 (23 Wo.)UK | US188 (5 Wo.)US | Erstveröffentlichung: 18. Dezember 1970                                  |
| 1971 | Electric Warrior                                                                                  | DE14 (10 Wo.)DE | — | — | UK1 Gold · (45 Wo.)UK | US32 Gold · (34 Wo.)US | Erstveröffentlichung: 24. September 1971 Platz 160 der Rolling-Stone-500 |
| 1972 | The Slider                                                                                        | DE7 (9 Mt.)DE | — | — | UK4 (18 Wo.)UK | US17 (24 Wo.)US | Erstveröffentlichung: 21. Juli 1972                                      |
| 1973 | Tanx                                                                                              | DE3 (7 Mt.)DE | — | — | UK4 (12 Wo.)UK | US102 (10 Wo.)US | Erstveröffentlichung: 16. März 1973                                      |
| 1974 | Zinc Alloy and the Hidden Riders of Tomorrow – A Creamed Cage in August                           | — | — | — | UK12 (3 Wo.)UK | — | Erstveröffentlichung: 1. März 1974                                       |
| 1976 | Futuristic Dragon                                                                                 | — | — | — | UK50 (1 Wo.)UK | — | Erstveröffentlichung: 30. Januar 1976                                    |
| 1977 | Dandy in the Underworld                                                                           | — | — | — | UK26 (3 Wo.)UK | — | Erstveröffentlichung: 11. März 1977                                      |

grau schraffiert: keine Chartdaten aus diesem Jahr verfügbar
Weitere Studioalben
- 1968: Prophets Seers & Sages: The Angels of the Ages (als Tyrannosaurus Rex)
- 1974: Light of Love
- 1975: Bolan’s Zip Gun
- 1982: Billy Super Duper (Marc Bolan & T. Rex)
- 1989: Honey Don’t (Marc Bolan & T. Rex)
- 1991: The Sound Track of the Motion Picture Born to Boogie (Marc Bolan & T. Rex)
- 1998: Marc – Songs from the Granada TV Series (Marc Bolan & T. Rex)
- 2003: For the Lion and the Unicorn in the Oak Forests of Faun (als Tyrannosaurus Rex, 2 CDs, limitiert)

## Erbe
T. Rex und Marc Bolan zählen zu den Protagonisten des Glam Rock und Vorbereitern des Punk. Während ihrer kommerziell erfolgreichen Phase als „Teeniebopper“ eher belächelt, erfuhren sie in den letzten Jahren auch von Musikhistorikern Anerkennung. Marc Bolan gehört heute zu den „zwanzig weltweit am meisten gesammelten Interpreten“. Es gibt zahlreiche T.-Rex-Fanclubs und private Fan-Webseiten. An seinem Unfallort steht ihm zu Ehren eine Büste, zu deren Füßen auch Plaketten für die anderen gestorbenen Bandmitglieder angebracht sind.

### Mickey Finn’s T-Rex
Im September 1997 lud die Tributeband T.Rextasy die ehemaligen T.-Rex-Musiker Mickey Finn und Jack Green sowie den Studio-Schlagzeuger Paul Fenton zu einem Erinnerungskonzert für Marc Bolan ein. Vom Publikumserfolg beflügelt beschlossen die drei, eine Neuauflage von T. Rex zu starten, die zunächst „T-Rex – The Band“ hieß, bald darauf jedoch publikumsträchtiger in „Mickey Finn's T-Rex“ umbenannt wurde. In Bolans Heimatland wurde diese Formation allerdings nur sehr bedingt ernst genommen und trat dort eher selten auf. Häufiger wurden sie auf dem europäischen Festland (meist in Deutschland) für Oldie-Veranstaltungen gebucht. Sänger war Rob Benton, der Bolan optisch und stimmlich sehr nahekam.

### T-Rex with Bill Legend feat. Danny McCoy
Bill Legend und Danny McCoy spielten seit 2010 zusammen einige Konzerte mit Songs von T. Rex. Nachdem das von den Fans sehr gut angenommen wurde, gründeten sie 2013 T. Rex mit Bill Legend feat. Danny McCoy. Sie touren viel in Deutschland, Australien, Österreich und der Schweiz.

### Neubeginn als T-Rex
Nach dem Tod von Mickey Finn im Jahr 2003 begann die Band als T-Rex zu touren. Die letzten Aufnahmen von Finn wurden als Album T-Rex – A Celebration of Marc and Mickey veröffentlicht. Zu den Bandmusikern gehörten unter anderem Saxon's Graham Oliver und Smokie's Alan Silson. 2013 tourte die Band in der Besetzung Jay Spargo (der auf Sänger Rob Benton folgte), Paul Fenton, Graham Oliver, Dave Major, Tony Allday und Linda Dawson.